# Anna Borissowna Passocha
Anna Borissowna Passocha  (russisch Анна Борисовна Пасоха; * 1. Februar 1949 in Moskau) ist eine ehemalige sowjetische Ruderin.

## Biografie
Anna Passocha wurde 1972 Europameisterin mit dem sowjetischen Achter und gewann bei den Olympischen Sommerspielen 1976 in Montreal im Vierer mit Steuerfrau zusammen mit Nadeschda Sewostjanowa, Galina Mischenina, Ljudmila Krochina und Steuerfrau Lidija Krylowa die Bronzemedaille.